# Xã St. Bridget, Quận Marshall, Kansas
Xã St. Bridget (tiếng Anh: St. Bridget Township) là một xã thuộc quận Marshall, tiểu bang Kansas, Hoa Kỳ. Năm 2010, dân số của xã này là 173 người.